# Кешишлк
Кешишлк или Тумбица (грч. Νέος Σκοπός, Неос Скопос) је насељено место у општини Емануил Папас у периферији Средишња Македонија, Грчка. Према попису из 2021. године било је 680 становника.
Према бугарском географу и историчару, Василу Канчову, у Кешишлку је 1900. године живело 200 Словена хришћана. Године 1924. насељено је 408 грчких избегличких породица, укупно 1.894 особа. На попису из 1928. године Кешишлк је имао 2.044 становника. од чега су Грци били апсолутна већина.